# Сільвіо Акіно
Сільвіо Акіно (ісп. Silvio Aquino, нар. 30 червня 1949) — сальвадорський футболіст, що грав на позиції півзахисника.
Виступав за клуб «Альянса», а також національну збірну Сальвадору.

## Клубна кар'єра
У дорослому футболі дебютував виступами за команду «Альянса», кольори якої і захищав протягом усієї своєї кар'єри гравця. З командою став Віце-чемпіоном Сальвадору 1978 року.

## Виступи за збірну
1977 року дебютував в офіційних матчах у складі національної збірної Сальвадору.
У складі збірної був учасником чемпіонату світу 1982 року в Іспанії, але на поле на турнірі не виходив.

## Титули і досягнення
- Срібний призер Чемпіонату націй КОНКАКАФ: 1981
- Бронзовий призер Чемпіонату націй КОНКАКАФ: 1977